# Nattens smil
|  | Denne artikel er oprettet af botten Steenthbot ud fra en ekstern database. Den kan derfor have sproglige fejl eller mangler. Denne skabelon kan fjernes efter kontrol af indholdet. |

Nattens smil er en dansk dokumentarfilm fra 2020 instrueret af Lulu Roos.

## Handling
Veninderne Selma og Josefine bor sammen i en lejlighed på Nørrebro. Selma spiller klassisk harpe og kæmper med at vende tilbage til hverdagen efter at have været indlagt på psykiatrisk afdeling. Josefine har en brændende drøm om at slå igennem som skuespiller, men bliver ofte ramt af modstand og fortvivlelse. Filmen insisterer på, at mennesket er i en proces, hvor det fuldendte for evigt forbliver en illusion.

## Medvirkende
- Selma Trier
- Josefine Stougaard Feldmann
- Alice Esther Bier Zandén
- Carla Eleonora Feigenberg